# ال مهتم (مدينة مأرب)

تعديل مصدري - تعديل

ال مهتم هي إحدى قرى عزلة الاشراف بمديرية مدينة مأرب التابعة لمحافظة مأرب، بلغ تعداد سكانها 268 نسمة حسب تعداد اليمن لعام 2004.